# Гроссфельд, Мюриэль
Мюриэль Эвелин Гроссфельд (англ. Muriel Evelyn Grossfeld; урождённая Девис, 7 октября 1940 — 17 января 2021) — американская гимнастка, золотой призёр Панамериканских игр 1963 года в командных соревнованиях.

## Биография
Гроссфельд участвовала в соревнованиях по художественной гимнастике на Олимпийских играх 1956 года в Мельбурне, в 1960 и 1964 годах — в Риме и Токио. На Олимпиадах в командных соревнованиях заняла девятое место. Её лучшим результатом в индивидуальных соревнованиях на Олимпийских играх 1960 года было 19-е место в вольных упражнениях. В 1962 году участвовала в чемпионате мира по художественной гимнастике в Праге, но осталась без медалей.
Мюриэль Эвелин Гроссфельд состояла в браке с товарищем по команде гимнастом Эби Гроссфельдом, но позже они развелись.
Прекратив участие в соревнованиях, она долгое время работала национальным тренером по гимнастике и судьёй международной категории. В 1981 году Гроссфельд была включена в американский Зал гимнастической славы.